# Dryden (Nova York)
Dryden és una població dels Estats Units a l'estat de Nova York. Segons el cens del 2000 tenia 1.832 habitants.

## Demografia
Segons el cens del 2000, Dryden tenia 1.832 habitants, 772 habitatges, i 469 famílies. La densitat de població era de 426,1 habitants/km².
Dels 772 habitatges en un 30,8% hi vivien nens de menys de 18 anys, en un 49,2% hi vivien parelles casades, en un 7,8% dones solteres, i en un 39,2% no eren unitats familiars. En el 33,4% dels habitatges hi vivien persones soles el 10,9% de les quals corresponia a persones de 65 anys o més que vivien soles. El nombre mitjà de persones vivint en cada habitatge era de 2,37 i el nombre mitjà de persones que vivien en cada família era de 3,06.
Per edats la població es repartia de la següent manera: un 26,4% tenia menys de 18 anys, un 8,9% entre 18 i 24, un 28,9% entre 25 i 44, un 24,3% de 45 a 60 i un 11,5% 65 anys o més.
L'edat mediana era de 37 anys. Per cada 100 dones de 18 o més anys hi havia 95,1 homes.
La renda mediana per habitatge era de 43.977 $ i la renda mediana per família de 54.489 $. Els homes tenien una renda mediana de 38.897 $ mentre que les dones 26.809 $. La renda per capita de la població era de 20.613 $. Entorn del 5,1% de les famílies i el 9,9% de la població estaven per davall del llindar de pobresa.